# CrossFire (онлайн-игра)
Cross Fire (кор. 크로스파이어; кит. 穿越火线; яп. クロスファイア; вьет. Đột Kích) — условно-бесплатный южнокорейский тактический сетевой шутер от первого лица. Разработчиком игры является компания SmileGate. В Корее издательством игры занимается южнокорейская компания Neowiz. В России, а также на территории СНГ издательством и локализацией занимается компания Mail.Ru. В 2012 году CrossFire стала основной экшен-дисциплиной киберспортивного мероприятия World Cyber Games. CrossFire использует бизнес-модель Free-to-play и микротранзакции.
Корейские серверы игры остановили свою работу 3 марта 2020 года.
10 января 2023 года было объявлено, что русскоязычная версия игры будет остановлена на серверах 20 февраля 2023 года. На данный момент русскоязычная версия игры закрыта.

## Сюжет
Отставные бойцы сил специального назначения со всего мира стекаются под крышу международной корпорации Global Risk. Это разные люди, но одна черта у них общая: их судьба отмечена горем и болью. Они способны выполнять самые сложные задачи в любой точке мира. Их основные клиенты — нейтральные страны, не имеющие регулярных вооружённых сил, государства, становящиеся мишенью террористов, а также секретный Департамент управления ООН (группа «Икс»). Миссия корпорации заключается в борьбе против терроризма и защите общечеловеческих ценностей.

## Игровой процесс
В CrossFire сражения завязаны на противостоянии двух группировок: «Global Risk» и «Black List». За свои успехи игроки получают очки опыта, при наборе определённого их числа игрок повышается в звании. Самое младшее звание в игре — «Салага», самое старшее — «Маршал». За игровую валюту (очки) в игровом магазине можно покупать различное оружие и вещи, но некоторые товары доступны только за реальные деньги.